# Самоисполняющееся пророчество
Самоисполня́ющееся проро́чество — предсказание, которое косвенно влияет на реальность таким образом, что в итоге оказывается верным.
Хотя мотивы самоисполняющегося пророчества можно проследить ещё в мифах Древней Греции и Индии, сам термин был популяризован в XX веке американским социологом Робертом К. Мертоном.
Статья Мертона под названием «Самоисполняющееся пророчество» (англ. «The Self-Fulfilling Prophecy») вышла в журнале «Antioch Review» ещё летом 1948 года. Однако термин в его сегодняшнем прочтении стал известен благодаря работе 1949 года «Социальная теория и социальная структура», ставшей для Мертона классической. Вот определение самоисполняющегося пророчества, которое он приводит в своей книге:

В начале самоисполняющееся пророчество является ложным определением ситуации, провоцирующим новое поведение, при котором первоначальное ложное представление становится истинным. Иллюзорная достоверность самоисполняющегося пророчества увековечивает власть ошибки. Ибо предсказатель будет ссылаться на реальный ход событий как доказательство того, что он был прав с самого
начала.
Оригинальный текст (англ.)The self-fulfilling prophecy is, in the beginning, a false definition of the situation evoking a new behaviour which makes the original false conception come 'true'. This specious validity of the self-fulfilling prophecy perpetuates a reign of error. For the prophet will cite the actual course of events as proof that he was right from the very beginning

Иными словами: предсказание, которое выглядит истинным, но на самом деле таковым не является, может в значительной мере влиять на поведение людей (к примеру, посредством страха или вследствие чувства логического противоречия) таким образом, что их последующие действия сами приводят к исполнению предсказания.

## История понятия
Идея самоисполняющегося пророчества была развита Мертоном из ставшей классической в социологии теоремы Томаса, которая гласит: «Если человек определяет ситуацию как реальную, она — реальна по своим последствиям».

### Социологический аспект
Мертон использовал эту идею определения ситуации для особого случая — самоисполняющегося пророчества, которое интересовало его именно с социологической стороны. Если в фольклоре в центре повествования находился некий герой, действия которого, к примеру, пагубно сказались на его судьбе и судьбе его близких, то Мертон сосредотачивал своё внимание уже на группах акторов и институтах и на последствиях, наступивших для них.

### Пример 1
Можно привести пример, иллюстрирующий теорему: в вагон электрички заходят лица, которых пассажиры на основе внешних признаков и своих ожиданий воспринимают как контролёров. Если у пассажиров отсутствуют сомнения в реальности возникшей ситуации (розыгрыш; контролёры-мошенники), то её реальность проявляется в её последствиях — пассажиры предоставляют билеты для проверки или в случае их отсутствия ожидают определённого развития ситуации (санкции; возможность расплатиться).

### Пример 2
В упомянутой работе «Социальная теория и социальная структура» он рассматривает гипотетическую ситуацию на примере вымышленного банка некого Картрайта Миллингвилля (Cartwright Millingville). Первоначально финансовые дела обстоят у банка неплохо — у него есть определённый запас ликвидных активов, большая часть которых инвестирована в другие начинания. Но однажды по неизвестной причине в банк одновременно приходит большая группа вкладчиков. Вкладчики, видя, что их собралось немало, начинают беспокоиться. Кто-то пускает необоснованный слух, что у банка финансовые неурядицы, он несостоятелен и вскоре будет объявлен банкротом. В результате количество желающих забрать деньги, пока не поздно, резко увеличивается. Возникает паника. Банк не имеет физической возможности выполнить обязательства по вкладам. В итоге банк действительно признаётся несостоятельным и объявляется банкротом.

## Самоисполняющиеся пророчества и депрессия
Для лиц, страдающих депрессией, характерны дисфункциональные убеждения, многие из которых носят характер самоисполняющихся пророчеств. Например, человек, уверенный, будто счастье невозможно без любви и признания окружающих, действительно может оказаться несчастен, если не получит любви и признания других людей. Задача терапевта в рамках когнитивной психотерапии состоит в том, чтобы показать пациенту, что такие убеждения носят характер самоисполняющихся пророчеств и загоняют пациента в ловушку, не помогая избежать нежелательных последствий, а, напротив, создавая эти последствия.